# 國際航空發動機公司
國際航空發動機公司（International Aero Engines AG），縮寫為IAE，是一間在瑞士蘇黎世登記的合資公司，於1983年創立。

## 介紹
飛雅特航天（FiatAvio）曾為主要股東之一，但在公司創立初期即撤資，不過現在的飛雅特航天在改名為Avio後仍為一個供應商。產品名字裡的「V」是主要股東仍為五家時的遺留產物。2011年10月，勞斯萊斯宣布同意將其在合資企業中的32.5%股權出售給普惠公司的母公司聯合技術公司，該交易於2012年6月29日完成，不過勞斯萊斯仍是IAE的供應商。 
目前主要的股東有：
- 普惠（Pratt & Whitney）：25%
- 普惠航空發動機國際（Pratt & Whitney Aero Engines International）：25%
- MTU航空發動機（MTU Aero Engines）：25%
- 日本航空發動機有限公司（英语：Japanese Aero Engine Corporation）：25%

IAE曾為空中巴士A340開發SuperFan發動機，但後來取消項目。IAE現在的主要業務為發展、生產、和售後服務V2500系列航空發動機。V2500系列為IAE的唯一產品，由空中巴士A320系列、麥道MD-90和巴西航空工業C-390採用。

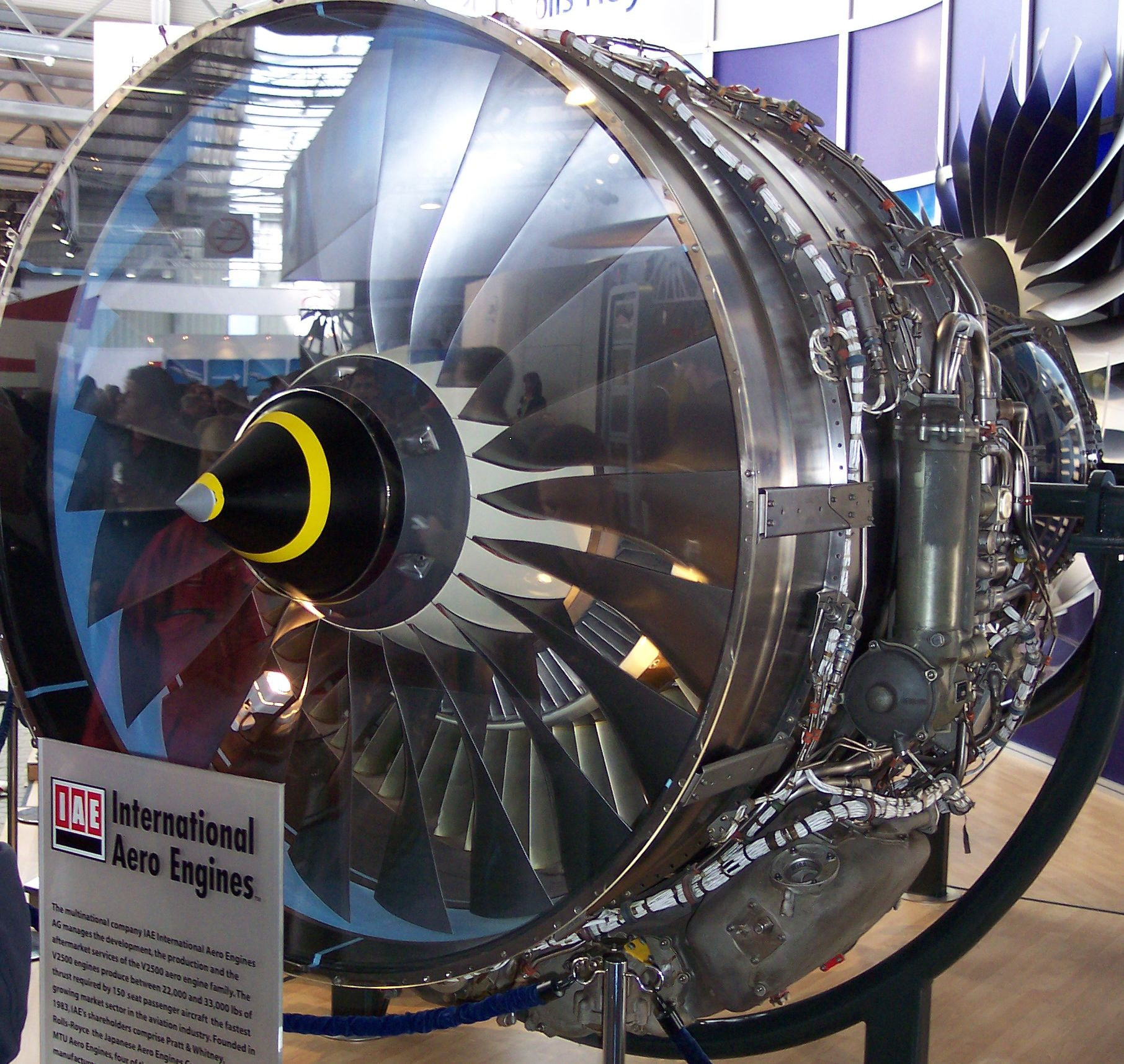
國際航空發動機V2500

## 外部連結
- IAE官方網站(英) （页面存档备份，存于）
- 普惠公司(英)
- 勞斯萊斯公司(英)（页面存档备份，存于）
- MTU航空發動機公司(英)